# 이색초상-영모영당본
이색초상-영모영당본(李穡肖像-永慕影堂本)은 충청남도 부여군 부여읍, 국립부여박물관에 있는 조선시대 목은 이색(1328∼1396) 선생의 초상화이다. 1995년 3월 14일 대한민국의 보물 제1215-2호로 지정되었다.

## 개요
고려말 3은(三隱) 중의 한사람인 목은 이색(1328∼1396) 선생의 초상화이다. 이색의 초상화는 원래 관복차림과 평상복차림의 두 종류가 있었으나 현재는 관복차림만 전해진다. 관복차림의 그림도 원본은 전하지 않고 원본을 보고 옮겨 그린 것으로 모두 4본 5점이 전해진다.
가로 85.2cm, 세로 150.7cm 크기의 문헌서원본(文獻書院本)은 목은영당본과 동일한 형식으로 1755년에 새로 옮겨 그린 것이다. 목은영당본에 비해 수염처리와 옷의 묘사 등의 표현기법이 떨어지는데 이는 화가의 기량 차이 때문인 것 같다.

## 참고 자료
- 이색초상-영모영당본 - 국가유산청 국가유산포털